# Hermann Worch
Hermann Worch (* 12. Februar 1890 in Höxter; † 24. Februar 1935 in Grenaa/Dänemark) war ein deutscher Polizeibeamter, SPD-Bürgermeister im thüringischen Langewiesen und Opfer des Nationalsozialismus.

## Leben
Worch war eines von vier Kindern des Baugewerksschuldieners Robert Worch und seiner Frau Friedrike. Mit sechs Jahren – sein Vater war bereits ein Jahr zuvor verstorben – kam er an die Bürgerschule von Höxter, die er als Klassenbester durchlief und 1904 beendete. Ab 1. Januar 1905 wurde er zunächst als Schreiber bei der Königlichen Spezialkommission aufgenommen und ab 1. März 1907 als Gehilfe im Magistratsbüro der Stadt übernommen. Im Oktober 1909 meldete er sich als dreijährig Freiwilliger zur 5. Eskadron des Jägerregiments zu Pferde Nr. 5 im elsässischen Mülhausen, wo er überwiegend in der Schreibstube eingesetzt wurde. Bei einem Sturz vom Pferd zog er sich einen komplizierten Beinbruch zu, in dessen Folge er als militäruntauglich ausgemustert wurde. Seit Juli 1912 wohnte er wieder bei seiner Mutter in Höxter. Im August 1912 wurde er in der Stadtverwaltung von Schwelm als Bürogehilfe eingestellt. Ein halbes Jahr später wurde er zum Büroassistenten befördert.
Als Büroassistent arbeitete er im inneren Polizeidienst und kam dabei mit Nachforschungen und Vernehmungen der Kriminalpolizei in Berührung. Dabei formte sich sein Wunsch, direkt in den Polizeidienst zu treten. Am 15. Februar 1915 begann er seinen Dienst als Polizeiassistent der Stadt Coburg und erledigte Sekretariatsarbeit der Stadtpolizei.
In dieser Stadt begann auch sein politisches Engagement, denn gegen Ende des Ersten Weltkrieges trat er in die Unabhängige Sozialdemokratische Partei Deutschlands (USPD) ein. Auch durch seinen Einfluss wuchs ihre Anhängerschaft in Coburg. Bei den Stadtverordnetenwahlen im Mai 1919 wurde er der jüngste Abgeordnete. Sachlich fundierte Reden und Anfragen brachten ihm Anerkennung aus allen politischen Lagern ein. Als sein Vorgesetzter in Pension ging, wurde ihm vom Stadtrat der Posten des Polizeikommissars übertragen. Doch hier kam es bereits zu Differenzen mit Vorgesetzten, und so quittierte er im Frühjahr 1922 seinen Dienst.
Im Januar 1923 ging er ins thüringische Landeskriminalamt nach Weimar, wo er als Polizeioffizier eingestellt wurde. Seine Aufgabe war die Bekämpfung extremistischer verfassungsfeindlicher Verbände. Im Sommer 1923 wurde er zum Regierungsrat befördert. Mit dem Putschversuch der NSDAP am 9. November 1923 in München und der darauf folgenden Reichsexekution gegen Thüringen geriet Worch zwischen die politischen Fronten. Nachdem sich in Thüringen durch die Februarwahlen von 1924 eine bürgerliche Regierung mit Tolerierung durch die „Völkische Liste“ gebildet hatte, intrigierten die nach dem Verbot der NSDAP in dieser Liste untergetauchten Nationalsozialisten gegen ihn, so dass er bereits im März vom Dienst suspendiert und im Mai 1924 in den Wartestand versetzt wurde. Seit dem Sommer 1924 betätigte er sich  im Thüringer Polizeiverband, doch auch hier gab er nach einem Jahr die Arbeit des Thüringer Landeskirchentages wieder auf. Als in Langewiesen Bürgermeisterwahlen anstanden, bewarb er sich um die Stelle, wurde gewählt und übte dieses Amt ab 1. Juli 1925 aus. Worch war Mitglied im „Bund der religiösen Sozialisten“, mit dessen Mandat er zur Wahl zum Thüringer Landeskirchentag 1926 kandidierte.
Auf Grund eines gewaltsamen polizeilichen Einsatzes gegen völkische Studenten und Nazianhänger, den er an der thüringisch-bayerischen Grenze im November 1923 befehligt hatte, wurde er von einem Gericht zu einem Jahr Zuchthaus verurteilt, das Urteil wurde aber nicht rechtskräftig, da es in einem Revisionsverfahren wieder aufgehoben und er freigesprochen wurde.
Als im April 1932 die Reichsbehörden einen erneuten Putschversuch von SA- und SS-Verbänden befürchteten, wurden auch die Gemeindevorsteher zu entsprechenden Vorkehrungen dagegen aufgefordert. Hermann Worch, der die Gefährlichkeit der NS-Aktivisten genau kannte, handelte entsprechend energisch, ließ alle Waffen im Ort einsammeln, ernannte zwei Bürger zu Hilfspolizisten und sperrte den NSDAP-Ortsgruppenleiter für einige Stunden in den städtischen Arrest. Nachdem eine reichsweite Zeitungskampagne von der NSDAP ausgelöst wurde, suspendierte die Thüringer Regierung Worch im Mai 1932 vom Bürgermeisteramt. Nachdem im August 1932 die Nazipartei die Regierungsgewalt im Land übernommen hatte, wurden konkrete  Untersuchungen gegen ihn eingeleitet. Zum 1. Juli 1933 wurde er als Bürgermeister abgesetzt. Das drohende Dienststrafverfahren und ein anschließendes Gerichtsverfahren gegen ihn vor Augen, emigrierte Worch am 5. Juli 1933 nach Prag und von dort 1934 in das dänische Grenaa.
Am 23. Juli 1933 wurden Worchs Ehefrau Frieda und ihre gemeinsame Tochter Gisela in Sippenhaft genommen und in das KZ Bad Sulza überführt. Nach der Einweisung von Frieda Worch in das Zuchthaus von Gräfentonna nahm sie sich dort das Leben. Tochter Gisela überlebte die NS-Zeit.
Hermann Worch war wenige Tage nach seiner Ankunft in Prag in das dänische Grenaa weitergereist, weil er dort Freunde aus der Esperantobewegung und der Internationalen Friedensliga hatte. Zwischen 1929 und 1930 fanden in beiden Orten auch Kinderaustausch in der Ferienzeit statt. Molkereibesitzer Johnson nahm Worch als Gast seiner Familie auf. Worch bemühte sich auch, am öffentlichen Leben des Ortes teilzunehmen, indem er Vorträge zu Esperanto hielt. Um seiner Frau und seiner Tochter zu helfen, knüpfte er Beziehungen nach England. Die Hilfskommission, die sich dort gebildet hatte, stellte aber ihre Bemühungen ein, nachdem der Tod von Frieda Worch bekannt geworden war. Er traf Hermann Worch so hart, dass er daran zerbrach. Mit gerade 45 Jahren verstarb er und wurde unter starker Anteilnahme der Bevölkerung auf dem Friedhof von Grenaa beigesetzt.